# اسپو
اسپو (به فنلاندی: Espoo) نام شهری است که در شمال غربی شهر هلسینکی پایتخت فنلاند قرار گرفته است.
این شهر پس از هلسینکی با ۲۴۰،۰۰۰ نفر جمعیت دومین شهر پرجمعیت فنلاند محسوب میگردد .

## نگارخانه

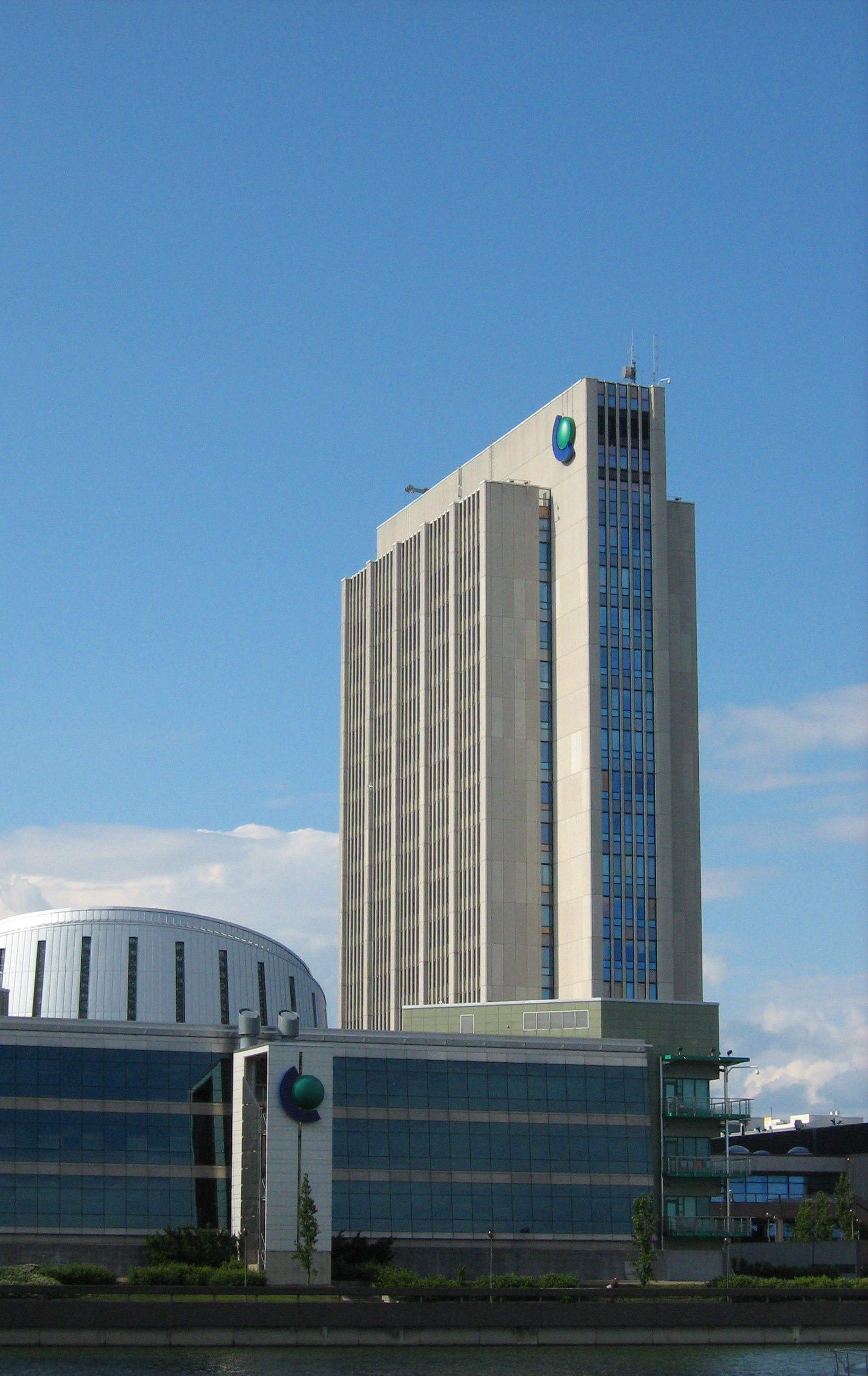
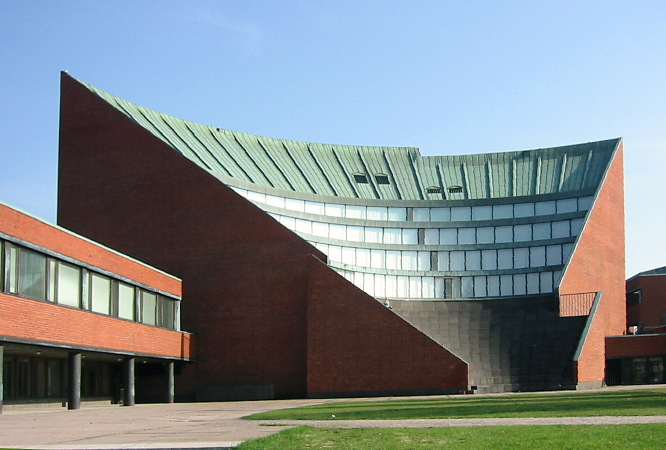
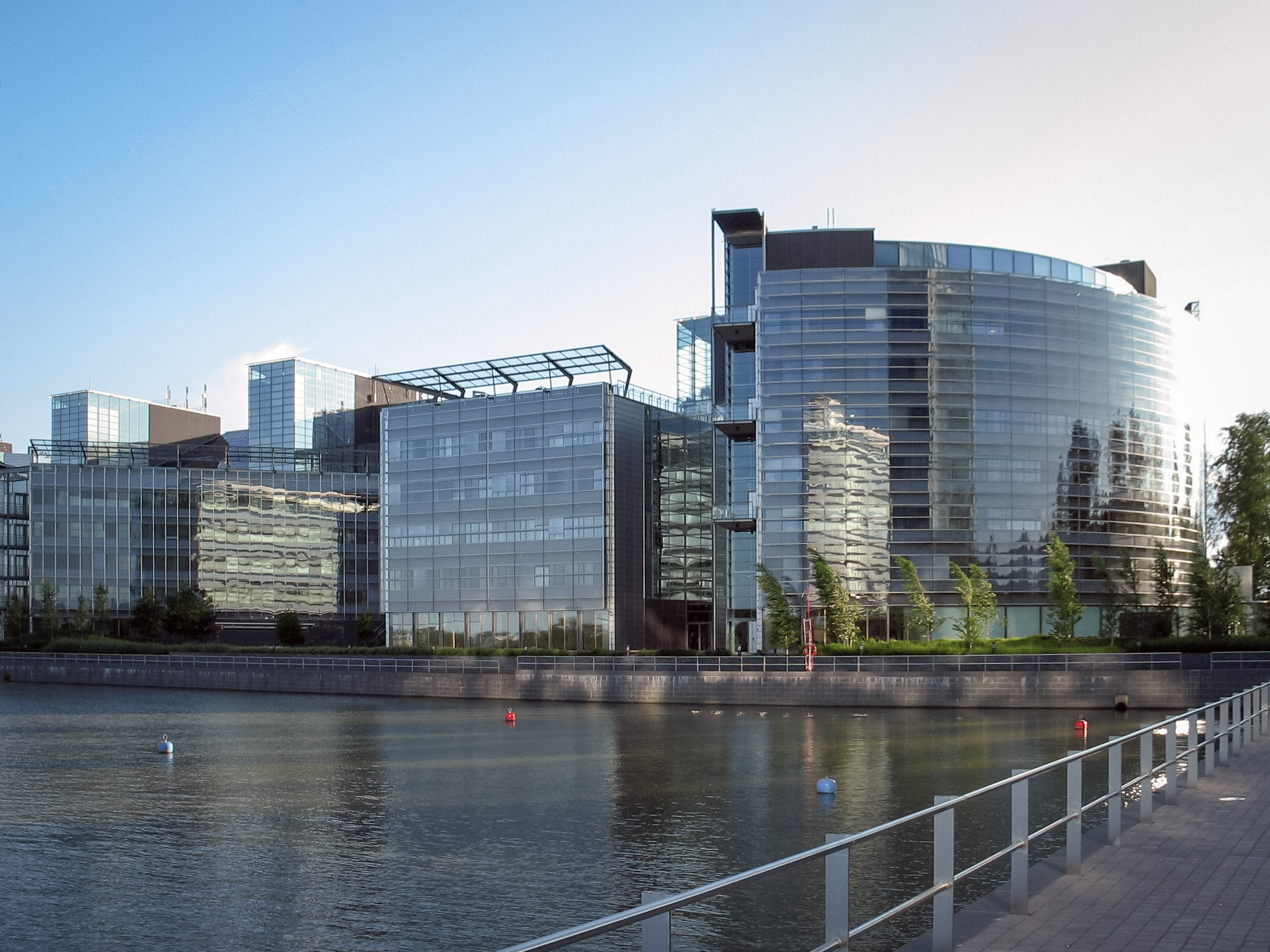
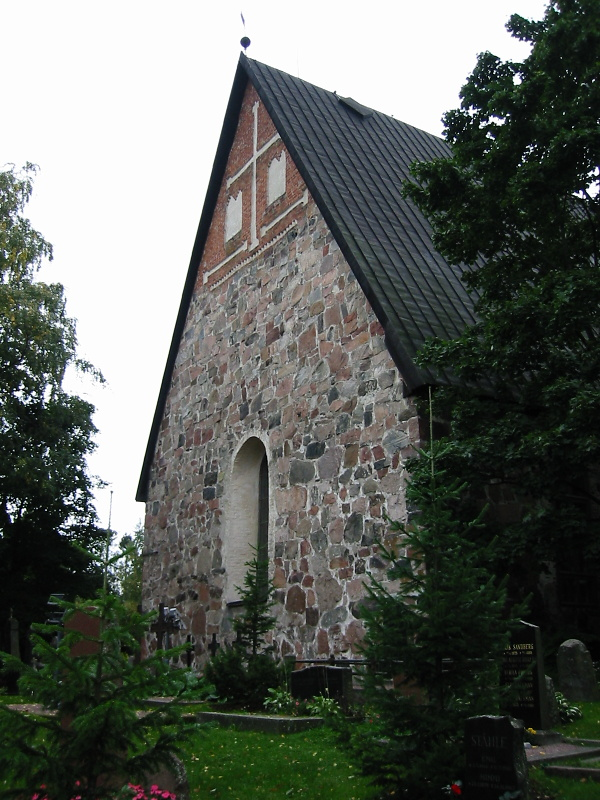
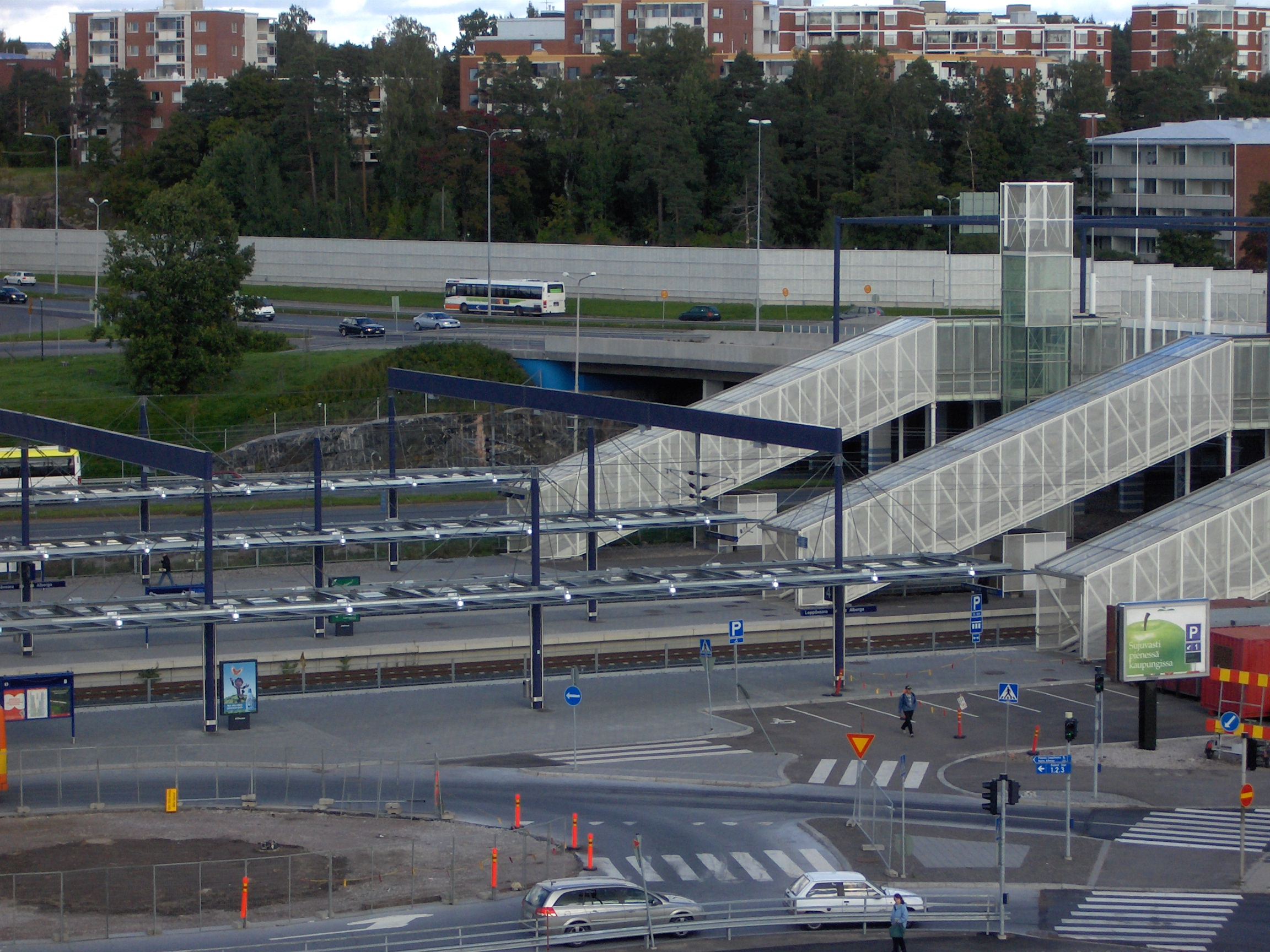
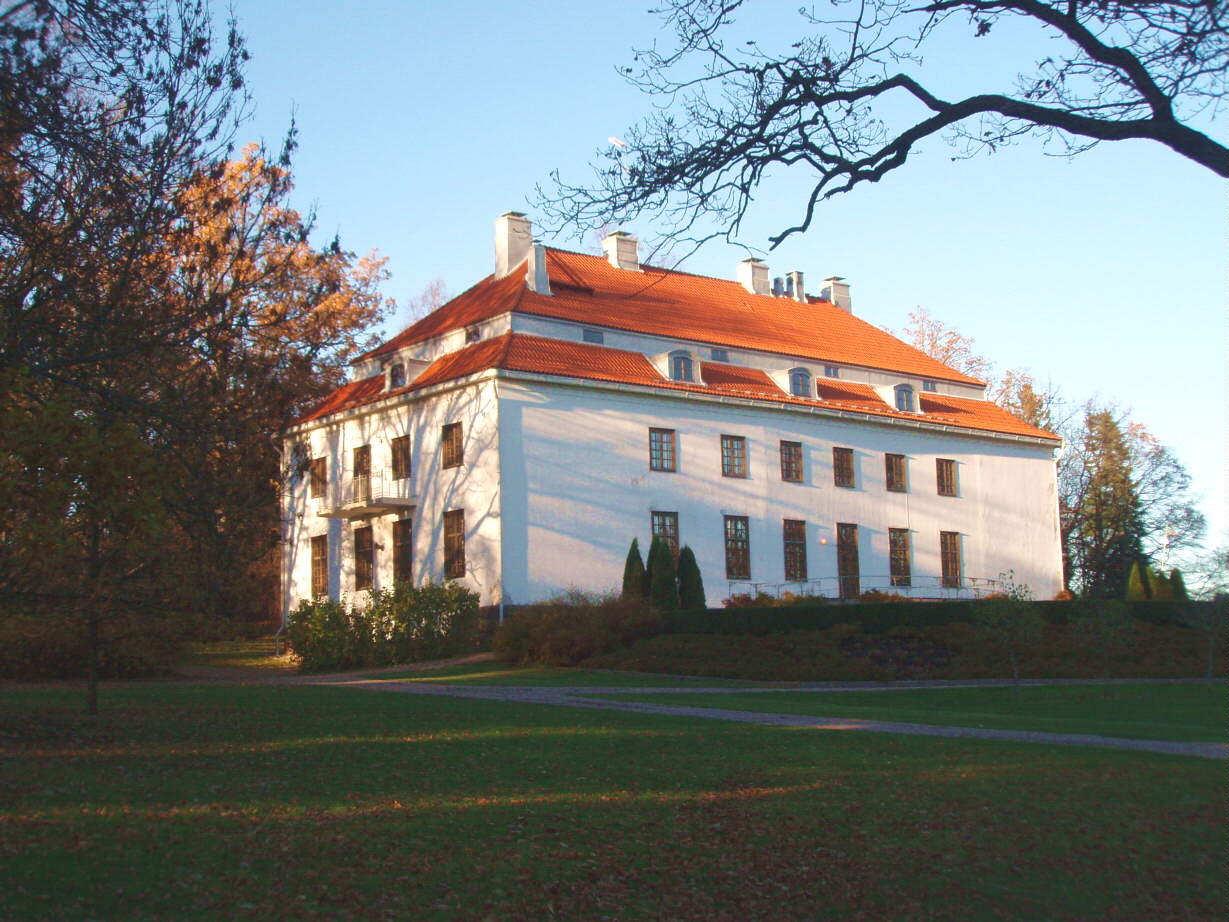

## جستارهای ویژه
- فهرست شهرهای فنلاند